# Hide the Knives
Hide the Knives är ett rockband med medlemmar från Göteborg och Chicago (USA). Bandet bildades i Göteborg i början av 2007.
Hösten 2008 skrev bandet kontrakt med skivbolaget Gain Music Entertainment och släppte sitt debutalbum Savior For Sale i februari 2009. Albumet gick in på 9:e plats på Sverigetopplistan och 1:a plats på Hårdrockslistan. Singeln "Holy Banner" var en av de mest spelade låtarna under våren 2009 på radiostationen Bandit Rock. Bandet har även medverkat i TV4 Nyhetsmorgon.
Bandet släppte sitt andra album, Silence The Youth, 2014.

## Medlemmar
Nuvarande medlemmar
- Glen Gilbert – sång (2007–idag)
- Rob Hakemo – basgitarr (2010–idag)
- Fredrik Medin – gitarr (2010–idag)
- Fredrik Kretz – trummor (2010–idag)

Tidigare medlemmar
- Martin Johansen – gitarr (2007–2010)
- Ola Lindström – trummor (2007–2010)
- Magnus Persson – basgitarr (2007–2010)

## Diskografi
Studioalbum
- 2009 – Savior For Sale
- 2014 – Silence The Youth

EP
- 2009 – Honey
- 2009 – Holy Banner
- 2014 – Our Hearts